# Alfreda Krajewska
Alfreda Krajewska (ur. 10 sierpnia 1938 we wsi Rakszawa koło Łańcuta) – polska rzeźbiarka ludowa.
Ukończyła szkołę podstawową. Od dzieciństwa mieszka w Zawidzu, gdzie zetknęła się z rzeźbą w drewnie. Rzeźbiarzem był jej mąż Jan i teść Wincenty Krajewscy, żyli tu również inni twórcy. Przez długie lata nie odważyła się wykonać samodzielnej pracy, początkowo pomagała mężowi czyścić jego rzeźby i malować. Kiedyś wzięła do ręki surowy klocek drewna przygotowany przez męża do rzeźbienia, jego narzędzia i w ukryciu zaczęła rzeźbić. Pierwsze rzeźby (1973) zostały pozytywnie ocenione nie tylko przez męża i teścia, ale także przez pracowników muzealnych. Dziś znajdują się w Muzeum Mazowieckim w Płocku. Zachęcona do dalszej pracy podjęła nowe tematy. Unikała wzorowania się na rzeźbach męża, specjalizując się raczej w płaskorzeźbach. Potrafiła stworzyć własny styl, który zapewnił jej nagrody i wyróżnienia i szersze zainteresowanie się jej twórczością. Płaskorzeźby Krajewskiej są wielofiguralne, obrazkowe, opowiadające jakieś zdarzenia i sceny. Szczególnie interesujące są płaskorzeźby o tematyce historycznej, zawierające wiele szczegółów, z których wszystkie są podporządkowane ogólnej kompozycji.
Alfreda Krajewska wykonywała też rzeźby i płaskorzeźby o tematyce wiejskiej i obyczajowej. W zdobnictwie rzeźbiarki dużą rolę odgrywa kolor. Najbardziej surowe są kompozycje o tematyce sakralnej. Występują w nich postacie centralne: Chrystus Ukrzyżowany, Chrystus Frasobliwy, Św. Rodzina, Matka Boska, święci, przedstawiane frontalnie i statycznie. W takich płaskorzeźbach pojawia się bogatsze niż gdzie indziej zdobnictwo, ornamentyka. W ogólnopolskim konkursie „Wojsko Polskie w rzeźbie ludowej” w Warszawie w 1975 r. Krajewska otrzymała III nagrodę. Uczestniczyła w konkursach: „Wielcy Polacy, ich życie i dzieła w rzeźbie ludowej” i „Dziecko w sztuce ludowej”. Prace jej znajdują się w muzeach w Sierpcu, Płocku, Toruniu, Warszawie, Krakowie, Łodzi oraz w Muzeum Polskiej Sztuki Ludowej w Otrębusach. Rzeźbiarstwem zajmuje się także syn Alfredy i Jana, Krzysztof.